# Cospiratori del piacere
Cospiratori del piacere (Spiklenci slasti) è un film del 1996 diretto da Jan Švankmajer.
Il film copre un'ampia gamma di generi che vanno dall'horror al comico-grottesco che si sviluppano nel contesto apparentemente non sense della trama.

## Trama
Mr. Pivoňka vive da solo in un condominio nella città di Praga. Una mattina si reca dal giornalaio locale, Mr. Kula, e compra delle riviste pornografiche; tornato a casa si mette a sfogliarle per poi chiudersi in un armadio. Poco dopo suonano alla porta, Mr. Pivoňka esce dall'armadio e va ad aprire: si tratta della postina, Mrs. Malkovà, che gli consegna una lettera minatoria con scritto V neděli (La domenica). Mrs. Malkovà si nasconde quindi dietro una vecchia scrivania al piano terra e prendendo un pezzo di pane lo riduce in tante piccole palline di mollica che raccoglie in una gavetta e porta con sé. Intanto Mr. Pivoňka esce di casa per comprare degli ombrelli, nel negozio incontra il capitano della polizia Beltinsky. Tornato a casa, Mr. Pivoňka prende un pollo che teneva in casa e chiede alla sua vicina, Mrs. Loubalová, di sgozzarlo; fatto ciò lo cucina. Intanto si scopre che Mr. Kula è segretamente innamorato della giornalista Anna Wetlinskà, moglie di Mr. Beltinsky, e sta costruendo un macchinario che utilizzerà per praticare autoerotismo mentre guarda il notiziario.
A questo punto le singole vicende dei vari personaggi si svolgono quasi in contemporanea, in queste scene vengono fatte intuire le "perversioni" dei protagonisti:
- Mr. Pivonka costruisce il travestimento da uomo-pollo usando i giornali pornografici per la testa e gli ombrelli per le ali, ruba l'auto di Mr. Beltinsky e la domenica si dirige verso una piccola radura verdeggiante in mezzo alle rocce, portando con sé un fantoccio con le sembianze di Mrs. Loubalová, la vicina di casa, si traveste e dà inizio ad una specie di "danza" in stop-motion che si conclude con la "morte" del fantoccio, anch'esso animato con la tecnica di stop-motion.
- Mrs. Malkovà raccoglie tutte le palline di mollica di pane in un catino per poi aspirarle col naso ed inserirle nelle orecchie con l'ausilio di un imbuto, cadendo così in uno stato di trance dal quale si risveglierà solo al suono della sveglia mattutina.
- Mrs. Loubalová si apparta invece in una cripta buia con un fantoccio avente le sembianze di Mr.Pivonka (anche questo animato con lo stop-motion) col quale ha rapporti sadomaso per poi annegarlo in un catino pieno d'acqua.
- Mr. Beltinsky adora le diverse sensazioni che avverte facendosi passare sul corpo diversi oggetti (spazzole, chiodi, spilli...), costruisce quindi degli "oggetti del piacere" coi più svariati materiali facendoseli passare sul corpo; questa pratica tuttavia compromette i rapporti con la moglie Anna Wetlinskà che si sente trascurata.
- Anna Wetlinskà invece adora il contatto col corpo dei pesci, durante la diretta del telegiornale raggiunge l'orgasmo mentre dei pesci contenuti in un catino pieno d'acqua le succhiano gli alluci.
- Mr. Kula ha invece una passione segreta per Anna Wetlisnkà, egli utilizzerà il macchinario precedentemente costruito durante la stessa diretta in cui Anna darà sfogo alla sua perversione.

Il film si conclude con la morte di Mr. Loubalová che avverrà in circostanze misteriose ma del tutto analoghe alla "morte" del fantoccio con le sue sembianze, sarà Mr. Beltinsky in veste di capitano della polizia ad indagare sul caso. Mr. Pivonka, dopo aver osservato apparentemente compiaciuto la scena del crimine, entra in casa sua dove trova il catino nel quale è stato annegato il fantoccio con le sue sembianze; l'ultima scena vede Mr. Pivonka togliersi la camicia e contemplare le ante dell'armadio che si spalancano da sole.

## Produzione

### Regia
Il film è girato interamente senza dialoghi diretti tra i personaggi principali, nonostante ciò vi è una particolare attenzione per il sonoro: pulito e particolareggiato, talvolta "esasperato" (accentuando suoni o rumori normalmente di intensità minore) per rendere l'atmosfera ancora più "surreale". In diverse scene viene utilizzata la tecnica di ripresa di stop-motion, cara al regista, per dare parvenza di movimento a pupazzi inanimati o per far "volare" Mr. Pivoňka nei panni dell'uomo-pollo.

### Sceneggiatura
Il film fu originariamente ideato nel 1970 e poi ripreso nel 1995 come un cortometraggio di 12 minuti sulla base della sceneggiatura Bledemodrovouš (conosciuta anche come Pale Bluebeard), la quale comprendeva la partecipazione di solo due personaggi: Mr. Pivoňka e Mrs. Loubalová. Questa prima parte di sceneggiatura venne poi fusa con un'altra, The Pleasure Principle, scritta in una sola notte ispirato dagli studi di Sigmund Freud.
Il fondatore della psicanalisi viene incluso nell'elenco mostrato durante i titoli di coda di personaggi che Svankmajer ha voluto omaggiare, tra gli altri Luis Buñuel, il Marchese de Sade e Max Ernst. In particolare il travestimento di Mr. Pivoňka, costituito da una testa di gallo in cartapesta e delle ali da pipistrello realizzate con le fodere di un ombrello, ricorda proprio i soggetti di Ernst.

## Distribuzione
È stato presentato in concorso al Festival del film Locarno nell'agosto del 1996. Uscì nelle sale della Repubblica Ceca il 17 ottobre 1996 e in quelle statunitensi il 15 agosto dell'anno successivo.

## Accoglienza

### Critica
Nel 1997 Stephen Holden sul New York Times ha definito Cospiratori del piacere «seriamente divertente e sfacciatamente sovversivo» affermando che il film «rappresenta l'impulso erotico della vita di tutti i giorni come una forza selvaggia, caotica e antisociale che conferisce alle persone un senso di individualità. [...] Ma la visione di Svankmajer è più di una riproduzione surrealista delle tradizionali nozioni freudiane di repressione e sublimazione. [...] Questi ossessivi ritualisti si scambiano scaltri sguardi d'intesa da cospiratori politici. [...] La loro inestinguibile perversione li unisce anche in una condivisa resistenza al puritano conformismo della cultura dell'Europa orientale, o almeno a quella cultura precedente alla caduta del comunismo.»
Nel 1996 David Rooney, critico di Variety, ha avuto invece una considerazione meno positiva, affermando che fare del soggetto un lungometraggio è stato un errore perché mantenere l'idea originaria di realizzarne un cortometraggio avrebbe permesso di dare più spazio allo humor nero, evitando di far risultare la storia «faticosa e spesso sgradevole.»
Su Time Out Film Guide viene scritto che, nonostante la prevedibile struttura del film, costituita dalla meticolosa preparazione delle perversioni, e la minore presenza di materiale animato rispetto alle sue opere prime, «c'è in gioco un meraviglioso, morboso e grottesco senso dell'assurdo rituale sadomasochista.»
Leslie Felperin su Sight & Sound commenta: «Oltre a questioni più profonde, questo film può essere letto come una commedia nera sul sesso e da guardare è un piacere. Il cast porta il calore necessario al procedimento, un'indecorosa umanità. Il ritmo del film è gestito con un'introduzione lenta che costruisce a poco a poco un'orgia di momenti surrealisti.»

## Riconoscimenti
Nel 1996 ha ricevuto una nomination per il Pardo d'Oro al Festival del film Locarno, conquistato invece dal film Nénette e Boni di Claire Denis. Venne inoltre candidato per il Leone Ceco nelle categorie Best Design Achievement (Nejlepsí výtvarný pocin), miglior montaggio sonoro e miglior attrice non protagonista per l'interpretazione di Barbora Hrzánová.